# 1★Scream
1★Scream – pierwszy mini-album zespołu Crazy shampoo, wydany 10 sierpnia 2011 roku.

## Lista utworów
1. "PROPAGANDA"
2. "Rasen" (jap. らせん)
3. "Sekai no owari" (jap. 世界の終わり)
4. "Umbrela" (jap. アンブレラ Anburera)